# Chris Hillman
Christopher Hillman (født 4. december 1944 i Los Angeles, Californien) er en amerikansk musiker og sangskriver. Han var et af de fem oprindelige medlemmer af folk rock gruppen The Byrds sammen med Roger McGuinn, Gene Clark, David Crosby, og Michael Clarke.
Chris Hillman var gennem sit arbejde i The Byrds og The Flying Burrito Brothers – som han stiftede med Gram Parsons – en af drivkræfterne bag udviklingen af country rocken i slutningen af 1960'erne. Senere blev han medlem af Stephen Stills' band Manassas, hvor han blev til 1973. Efterfølgende var han med til at grundlægge countrygruppen The Desert Rose Band.

## Diskografi

### The Byrds
- Mr. Tambourine Man (1965) Columbia
- Turn! Turn! Turn! (1965) Columbia
- Fifth Dimension (1966) Columbia
- Younger Than Yesterday (1967) Columbia
- The Notorious Byrd Brothers (1968) Columbia
- Sweetheart of the Rodeo (1968) Columbia
- Byrds (1973) Asylum

### The Flying Burrito Brothers
- The Gilded Palace of Sin (1969) A&M
- Burrito Deluxe (1970) A&M
- The Flying Burrito Brothers (1971) A&M
- Last of the Red Hot Burritos (1972) A&M
- Close Up the Honky Tonks (1974) A&M
- Honky Tonk Heaven (1974) Ariola
- Sleepless Nights (1976) A&M
- Farther Along (1988) A&M
- Dim Lights, Thick Smoke, and Loud, Loud Music (1987) Edsel
- Out of the Blue (1996) A&M

### Manassas
- Manassas (1972) Atlantic
- Down the Road (1973) Atlantic
- Pieces (2009) Rhino